# 가바펜틴
가바펜틴(Gabapentin)는(상품명으로 '뉴론틴' 등이 사용된다) 1973년 미국 화이자사가 개발하여, 뇌전증 및 신경성 통증에 사용되어, 약물과의 상호 작용이 적은 삶의 질을 높이는 항경련제이다.

## 작용 기전
- 억제성 신경전달물질인 GABA와 구조적인 관련이 있지만 GABA 수용체에 작용하지는 않으며, GABA의 uptake나 분해를 억제하지도 않는다.

## 적응증
- 뇌전증 (단독 및 부가 요법제)
- 신경성 통증의 치료